# Отношения ДР Конго и Китая
Отношения Демократической Республики Конго и Китая — двусторонние дипломатические отношения между Демократической Республикой Конго (ДР Конго) и Китаем. Государства являются членами Организации Объединённых Наций.

## История
С 1971 году между странами сложились мирные дипломатические отношения, а также имеет место растущий товарооборот. Первые контакты между нациями состоялись в 1887 году, когда представители Свободного государства Конго установили контакты с империей Цин, правившей тогда в Китае. Первый договор между двумя державами был подписан в 1898 году.
В 1908 году Свободное государство Конго стало бельгийской колонией. В 1960 году Бельгийское Конго обрело независимость и установило официальные отношения с Китайской Республикой, которая сменила империю Цин в 1912 году, но располагалась на острове Тайвань. В течение следующего десятилетия признание ДР Конго несколько раз сменялось между Китайской Республикой и КНР, прежде чем окончательно остановилось на последней в 1971 году.
Ранее ДР Конго была известна как Заир. В XXI веке китайские инвестиции в ДР Конго и конголезский экспорт в Китай быстро росли. В 2021 году ДР Конго присоединилась к инициативе «Один пояс и один путь».
ДР Конго поддерживает политику одного Китая, поскольку признает КНР единственным законным правительством страны, а не Китайскую Республику, которая считает Тайвань частью Китая.

## Торговля
ДР Конго является основным направлением для китайских инвестиций в Африке, особенно в горнодобывающую промышленность, при этом газета South China Morning Post называет эту страну как «эпицентр китайских инвестиций в Африке». Основные китайские компании представлены: Chengtun Mining, China Molybdenum, China Nonferrous Metal Mining Group и Zhejiang Huayou Cobalt.
В июне 2000 года китайско-конголезская телекоммуникационная компания Orange RDC была создана с участием ZTE и конголезским правительством в рамках сделки на сумму 80 миллионов китайских юаней в виде льготного финансирования от Эксим банк Китая. В апреле 2009 года южноафриканская телекоммуникационная группа MTN Group предложила купить 51-процентную долю ZTE в компании за 200 миллионов долларов США. По состоянию на январь 2010 года Китай не предоставил ДР Конго статус надёжного пункта назначения из-за продолжающегося гражданского конфликта в стране.
Торговля между Китаем и ДР Конго значительно увеличилась в период с 2002 по 2008 год. В значительной степени это вызвано массовым ростом экспорта сырья из ДР Конго в Китай. В 2007 году ДР Конго экспортировала кобальта на сумму 304,8 млн долларов США. В 2008 году ДР Конго экспортировала кобальта в Китай на сумму 1,13 миллиарда долларов США. Экспорт медной руды и древесины твердых пород из ДР Конго в Китай также значительно увеличился.

## Дипломатические представительства
- ДР Конго имеет посольство в Пекине[5].
- Китай содержит посольство в Киншасе[6].